# Gérard Romsée
Gérard Lambert Marie Ghislain Romsée (ur. 11 października 1901 w Guigoven, zm. 14 kwietnia 1975 w Woluwe-Saint-Pierre) – flamandzki działacz nacjonalistyczny, gubernator Limburgii, a następnie sekretarz generalny spraw wewnętrznych i zdrowia podczas II wojny światowej.
Ukończył szkołę średnią w Tongeren. Początkowo prezentował postawę probelgijską i frankofilską. Podczas nauki był współzałożycielem klubu rojalistycznego. Wkrótce jednak dostał się pod wpływ flamandzkich księży-nauczycieli. W 1920 r. rozpoczął studia prawnicze i filozoficzne na katolickim uniwersytecie w Leuven. Udzielał się wówczas we flamandzkich nacjonalistycznych organizacjach studenckich, prowadzących kampanię o prawo do nauki w języku niderlandzkim. Brał udział też w bójkach z frankofilami, za co został ostatecznie wydalony z uniwersytetu. Stanął jednak przed centralną komisją egzaminacyjną, uzyskując tytuł doktora prawa i licencjat z filozofii. 26 maja 1929 r. został członkiem Katolickiej Flamandzkiej Partii Ludowej. Stał się jednym z czołowych działaczy flamandzkiego ruchu nacjonalistycznego. Pod koniec lat 30. jego partia została wchłonięta przez Flamandzki Związek Narodowy (VNV) Stafa de Clerqa. Po zajęciu Belgii przez wojska niemieckie wiosną 1940 r., G. Romsée pełnił funkcję gubernatora Limburgii, zaś w 1941 r. został sekretarzem generalnym spraw wewnętrznych i zdrowia w kolaboracyjnym organie administracyjnym. Po zakończeniu wojny próbował zbiec do Szwajcarii, ale został schwytany i aresztowany. Po procesie skazano go na karę śmierci, zamienioną na 20 lat więzienia. Po wyjściu na wolność z powodu amnestii nie odgrywał już żadnej roli wśród flamandzkich nacjonalistów. Spotykał się jedynie z byłymi działaczami VNV.